# (56326) 1999 VV203
1999 في في 203 (ويعرف أيضًا باسم (56326) 1999 في في 203 وفق تسمية الكوكب الصغير) (بالإنجليزية: 1999 VV203)‏ هو كويكب ضمن حزام الكويكبات؛ وترتيبه 56326 من حيث الاكتشاف.
اكتُشف هذا الجُرم الفلكي بواسطة مرصد لويل للبحث عن الأجرام القريبة من الأرض في 9 نوفمبر 1999.

## وصلات خارجية
- (56326) 1999 VV203 في قاعدة بيانات مختبر الدفع النفاث لأجرام النظام الشمسي الصغيرة

- الاكتشاف · مخطط المدار ·  العناصر المدارية · المعلمات المادية

- (56326) 1999 VV203 على موقع ويكي سكاي: DSS2, SDSS, GALEX, IRAS, Hydrogen α, X-Ray, Astrophoto, Sky Map, Articles and images